# 2011年電影
2011年電影是2011電影大事紀。

## 全球票房最高的電影
2011年全球票房最高的電影如下：
| 1  | 《哈利波特－死神的聖物2》     | 華納兄弟影業 | $1,341,511,219 |
| 2  | 《變形金剛：黑月降臨》        | 派拉蒙影業   | $1,123,794,079 |
| 3  | 《加勒比海盜：魔盜狂潮》      | 迪士尼       | $1,045,713,802 |
| 4  | 《吸血新世紀4：破曉傳奇上集》 | 頂峰娛樂     | $712,205,856   |
| 5  | 《職業特工隊：鬼影約章》      | 派拉蒙影業   | $694,713,380   |
| 6  | 《功夫熊貓2》                 | 派拉蒙影業   | $665,692,281   |
| 7  | 《狂野時速5》                 | 環球影業     | $626,137,675   |
| 8  | 《醉爆伴郎團2》               | 華納兄弟影業 | $586,764,305   |
| 9  | 《藍精靈》                    | 哥倫比亞影業 | $563,749,323   |
| 10 | 《反斗車王2》                 | 迪士尼       | $559,852,396   |

## 大事紀
- 2011年是一個年，它的第一天從星期六開始。
- 1月16日，第68屆金球獎頒獎禮於加州比佛利山莊的比佛利希爾頓飯店舉行。
- 2月10日：第61屆柏林影展開幕
- 2月13日，第64屆英國電影和電視藝術學院公佈得獎名單。
- 2月28日，第83屆奧斯卡金像獎公佈得獎名單及頒獎典禮。

## 重要獎項

### 金球獎（第68屆）
- 最佳戲劇類影片：《社交網絡》（The Social Network）
- 最佳音樂或喜劇類影片：《非單親關係》（The Kids Are All Right）
- 最佳導演：大衛·芬查－《社交網絡》（The Social Network）
- 最佳劇本：艾倫·索金－《社交網絡》（The Social Network）
- 最佳男主角（戲劇類）：哥連·費夫－《皇上無話兒》（The King's Speech）
- 最佳女主角（戲劇類）：妮妲莉·寶雯－《黑天鵝》（Black Swan）
- 最佳男主角（音樂或喜劇類）：保羅·吉馬蒂－《巴尼正傳》（Barney's Version）
- 最佳女主角（音樂或喜劇類）：安妮特·班寧－《非單親關係》（The Kids Are All Right）
- 最佳動畫片：《反斗奇兵3》（Toy Story 3）
- 最佳外語片：《更好的世界》（Hævnen，丹麥）
- 塞西爾·B·德米爾獎（終身成就獎）：羅拔·迪尼路

更詳細的名單，請見第68屆金球獎

### 美國奧斯卡（第83屆）
- 最佳影片：《王者之聲：宣戰時刻》（The King's Speech）
- 最佳導演：湯姆·霍伯－《王者之聲：宣戰時刻》（The King's Speech）
- 最佳原著劇本：大衛·塞德勒－《王者之聲：宣戰時刻》（The King's Speech）
- 最佳改編劇本：艾倫·索金－《社群網戰》（The Social Network）
- 最佳男主角：柯林·佛斯－《王者之聲：宣戰時刻》（The King's Speech）
- 最佳女主角：娜塔莉·波曼－《黑天鵝》（Black Swan）
- 最佳男配角：克里斯汀·貝爾－《燃燒鬥魂》（The Fighter）
- 最佳女配角：梅莉莎·李歐－《燃燒鬥魂》（The Fighter）
- 最佳動畫片：《玩具總動員3》（Toy Story 3）
- 最佳紀錄片：《金融風暴》（Inside Job）
- 最佳外語片：《更好的世界》（Hævnen〔In a Better World〕，丹麥）

### 英國電影和電視藝術學院（第64屆）
- 最佳影片：《国王的演讲》
- 最佳英国电影：《国王的演讲》
- 最佳导演：大卫·芬奇《社交网络》
- 最佳男主角：科林·费斯 (Colin Firth) 《国王的演讲》
- 最佳女主角：娜塔莉·波特曼 (Natalie Portman) 《黑天鹅》
- 最佳男配角：杰弗里·拉什《国王的演讲》
- 最佳女配角：海伦娜·伯翰·卡特 (Helena Bonham Carter) 《国王的演讲》
- 最佳服装设计：柯琳·阿特伍德《爱丽丝梦游仙境》
- 最佳视效：《盗梦空间》
- 最有前途新星：汤姆·哈迪 (Tom Hardy)
- 最杰出贡献英国电影：《哈利·波特》电影系列

### 金馬獎（第48屆）
更詳細的名單，請見第48屆金馬獎

## 國際影展

### 柏林影展（第61屆）

#### 評審團
- 評審團主席：伊莎貝拉·羅塞里尼（Isabella Rossellini），意大利裔美國演員

#### 得獎名單
- 金熊獎：《别离》（伊朗）
- 評審團大獎：《都灵之马》（匈/法/德/瑞）
- 最佳導演：乌利胥·柯雷(《嗜睡症》)（德/法/荷）
- 最佳男演員：全体男演员(《别离》)（伊朗）
- 最佳女演員：Leila Hatami、Sareh Bayat(《别离》)（伊朗）
- 最佳劇本：Joshua Marston, Andamion Murataj(《血之救赎》)（美国）
- 榮譽金熊獎（終身成就獎）：阿明·谬勒·斯塔尔（德国）

更詳細的名單，請見第61屆柏林電影節

### 康城影展（第64屆）

#### 評審團
- 評審團主席：羅拔·迪尼路，美國演員

更詳細的名單，請見第64屆康城電影節

### 威尼斯影展（第68屆）
更詳細的名單，請見第68屆威尼斯電影節

## 逝世影人
| 日期    | 姓名 | 原名            | 年齢               | 國籍 | 職業     | 代表作 | |
| ------- | ---- | --------------- | ------------------ | ---- | -------- | ------ | --- |
| 一 月   | 2    | 彼得·普斯特李威 | Pete Postlethwaite | 64   | 英国     | 演員   | - 異形3 - 大地英豪 - 以父之名 - 刺激驚爆點 - 羅密歐與茱麗葉 - 侏儸紀公園：失落的世界 - 勇者無懼 - 全面啟動 - 竊盜城       |
| 一 月   | 9    | 彼得·葉慈       | Peter Yates        | 81   | 英国     | 導演   | - 電光飛鏢俠 - 警網鐵金剛 - 嫌疑犯 - 另一種和平                                                                           |
| 一 月   | 15   | 蘇珊娜·約克     | Susannah York      | 72   | 英国     | 女演員 | - 湯姆瓊斯 - 大不列顛之戰 - 良相佐國 - 射馬記                                                                             |
| 一 月   | 30   | 約翰·巴瑞       | John Barry         | 77   | 英国     | 作曲家 | - 第七號情報員 - 獅子與我 - 冬之獅 - 午夜牛郎 - 英宮恨 - 時光倒流70年 - 遠離非洲 - 與狼共舞 - 卓別林與他的情人 - 桃色交易 |
| 二 月   | 27   | 蓋瑞·溫尼克     | Gary Winick        | 49   | 美国     | 導演   | - 三十姑娘一朵花 - 夏綠蒂的網 - 新娘大作戰 - 給茱麗葉的信                                                                 |
| 二 月   | 28   | 珍·羅素         | Jane Russell       | 89   | 美国     | 女演員 | - 亡命之徒 - 紳士愛美人                                                                                                   |
| 二 月   | 28   | 安妮·姬拉鐸     | Annie Girardot     | 79   | 法國     | 女演員 | - 洛可兄弟 - 鋼琴教師 - 隱藏攝影機                                                                                        |
| 三 月   | 17   | 麥可·高福       | Michael Gough      | 94   | 马来西亚 | 演員   | - 蝙蝠俠 - 純真年代 - 斷頭谷 - 地獄新娘 - 魔境夢遊                                                                        |
| 三 月   | 23   | 伊莉莎白·泰勒   | Elizabeth Taylor   | 79   | 英国     | 女演員 | - 戰國佳人 - 朱門巧婦 - 青樓艷妓 - 埃及豔后 - 靈慾春宵                                                                    |
| 三 月   | 27   | 法利·葛倫格     | Farley Granger     | 85   | 美国     | 演員   | - 奪魂索 - 火車怪客 - 蛇                                                                                                  |
| 三 月   | 29   | 鄧光榮          | Teng Kuang         | 64   | 香港     | 演員   | - 學生王子 - 白屋之戀 - 吾土吾民 - 冬戀 - 無毒不丈夫 - 血洗唐人街 - 怒拔太陽旗 - 義蓋雲天 - 江湖龍虎鬥                    |
| 十一 月 | 28   | 林宗仁（茂伯）  | Johnny C J.Lin     | 64   | 臺灣地區 | 演員   | - 海角七號 - 青春歌仔 - 初戀風暴 - 為你而來 - 馬德二號                                                                    |

## 電影作品列表
- 2011年電影作品列表